# Fatna Maraoui
Fatna Maraoui (10 luglio 1977) è un'ex mezzofondista ed ex maratoneta italiana.

## Palmarès
| Anno | Manifestazione             | Sede                   | Evento         | Risultato | Prestazione | Note |
| ---- | -------------------------- | ---------------------- | -------------- | --------- | ----------- | ---- |
| 2006 | Europei di cross           | San Giorgio su Legnano | Corsa seniores | 37ª       | 26'58"      |      |
| 2007 | Mondiali di mezza maratona | Udine                  | Individuale    | dnf       | dnf         |      |
| 2008 | Mondiali cross             | Edimburgo              | Corsa seniores | dnf       | dnf         |      |
| 2009 | Europei di cross           | Dublino                | Corsa seniores | 27ª       | 29'24"      |      |
| 2009 | Europei di cross           | Dublino                | A squadre      | 5ª        | 130 p.      |      |
| 2011 | Mondiali cross             | Punta Umbría           | Corsa seniores | 93ª       | 29'59"      |      |
| 2012 | Europei di cross           | Szentendre             | Corsa seniores | 14ª       | 28'29"      |      |
| 2014 | Mondiali di mezza maratona | Copenaghen             | Individuale    | 38ª       | 1h12'50"    |      |
| 2014 | Mondiali di mezza maratona | Copenaghen             | A squadre      | 4ª        | 3h31'57"    |      |
| 2014 | Europei di cross           | Samokov                | Corsa seniores | 35ª       | 30'37"      |      |
| 2014 | Europei di cross           | Samokov                | A squadre      | 5ª        | 112 p.      |      |
| 2018 | Europei                    | Berlino                | Maratona       | 14ª       | 2h34'48"    |      |

## Campionati nazionali
2003
- 7ª ai campionati italiani assoluti, 10000 m piani - 34'37"87
- 6ª ai campionati italiani di maratonina - 1h15'15"

2006
- 5ª ai campionati italiani assoluti, 5000 m piani - 16'26"28

2008
- Bronzo ai campionati italiani di corsa campestre - 24'43"

2009
- Bronzo ai campionati italiani di corsa campestre - 27'53"

2011
- 4ª ai campionati italiani assoluti, 5000 m piani - 16'17"48
- Bronzo ai campionati italiani di maratonina - 1h10'08"

2012
- Argento ai campionati italiani assoluti, 5000 m piani - 16'10"85

2013
- Argento ai campionati italiani assoluti, 10000 m piani - 33'57"27
- Bronzo ai campionati italiani assoluti, 5000 m piani - 16'15"73
- Bronzo ai campionati italiani di corsa campestre - 26'40"

2015
- 6ª ai campionati italiani di corsa campestre - 28'23"

2016
- 8ª ai campionati italiani di corsa campestre - 25'49"
- Oro ai campionati italiani di 10 km su strada - 33'49"

2017
- Bronzo ai campionati italiani assoluti, 10000 m piani - 33'45"03
- Oro ai campionati italiani di 10 km su strada - 33'10"

2019
- Bronzo ai campionati italiani di 10 km su strada - 33'10"

2021
- 9ª ai campionati italiani di maratonina - 1h15'33"

## Altre competizioni internazionali
2005
- 10ª alla BOclassic ( Bolzano), 5 km - 16'57"

2006
- 4ª alla Stramilano ( Milano) - 1h13'06"
- 7ª alla Roma-Ostia ( Roma) - 1h16'04"

2007
- 6ª in Coppa Europa dei 10000 metri ( Ferrara) - 33'05"79
- 4ª alla Maratona di Venezia ( Venezia) - 2h37'22"
- 4ª alla Cinque Mulini ( San Vittore Olona) - 17'58"
- 5ª al Cross della Vallagarina ( Villa Lagarina) - 27'52"

2008
- 18ª in Coppa Europa dei 10000 metri ( Istanbul) - 35'28"13
- 5ª ai Mondiali militari di corsa campestre ( Thun) - 13'20"2
- Bronzo alla Cinque Mulini ( San Vittore Olona) - 20'05"

2009
- 12ª alla Great Manchester Run ( Manchester) - 34'27"

2010
- 6ª alla Cinque Mulini ( San Vittore Olona) - 20'32"
- 7ª al Campaccio ( San Giorgio su Legnano) - 20'57"

2011
- 4ª alla BOclassic ( Bolzano), 5 km - 16'28"
- 41ª alla Cinque Mulini ( San Vittore Olona) - 22'31"

2012
- 6ª al Campaccio ( San Giorgio su Legnano) - 20'42"
- 4ª al Cross della Vallagarina ( Villa Lagarina) - 19'47"

2013
- 5ª alla Stramilano ( Milano) - 1h14'06"
- 9ª alla Mezza maratona del Portogallo ( Lisbona) - 1h14'36"
- 10ª al Campaccio ( San Giorgio su Legnano) - 20'44"

2014
- Oro alla Padova Marathon ( Padova) - 2h36'32"
- 11ª alla Roma-Ostia ( Roma) - 1h13'18"
- 16ª alla BOclassic ( Bolzano), 5 km - 17'33"
- 8ª al Campaccio ( San Giorgio su Legnano) - 20'36"
- 6ª al Cross de l'Acier ( Leffrinckoucke) - 24'14"
- 13ª al Cross das Amendoeiras em Flor ( Albufeira) - 21'09"

2015
- Bronzo alla Milano Marathon ( Milano) - 2h33'16"
- Argento alla Maratona di Torino ( Torino) - 2h33'15"
- 5ª alla Maratona di Valencia ( Valencia) - 2h30'50"
- 8ª alla Roma-Ostia ( Roma) - 1h12'15"

2016
- Argento alla Maratona di Firenze ( Firenze) - 2h30'52"
- 10ª alla Mezza maratona di Lisbona ( Lisbona) - 1h13'42"

2017
- Oro alla Padova Marathon ( Padova) - 2h32'52"
- 15ª alla BOclassic ( Bolzano), 5 km - 18'06"

2018
- Argento in Coppa Europa di maratona ( Berlino) - 7h32'46"
- 4ª alla Milano Marathon ( Milano) - 2h33'16"
- 10ª alla BOclassic ( Bolzano), 5 km - 17'20"